# Leptogenys confucii
Leptogenys confucii är en myrart som beskrevs av Auguste-Henri Forel 1912. Leptogenys confucii ingår i släktet Leptogenys och familjen myror. Inga underarter finns listade i Catalogue of Life.